# ザ・ヤングベストテン
『ザ・ヤングベストテン』は、1981年10月6日から1982年9月21日までテレビ東京で放送されていた音楽番組である。放送時間は毎週火曜 19:00 - 19:54 （日本標準時）。

## 概要
シブがき隊と少年隊が司会を務めていた音楽ランキング番組。
番組は主に各週のベストテン入りした曲を10曲発表し、その合間に司会陣ならびに彼らと同世代のゲストアイドル歌手によるミニコントなどを行っていた。アイドル歌謡曲だけでなく演歌もランキングの対象にしていたが、歌手本人の出演は無かった。また、当時全盛であったニューミュージック系の曲は基本的にランキングに入れられず、仮に入っても演歌同様に歌手本人の出演は無かった。
司会陣は、シブがき隊の方は番組開始前の時点で「シブがきトリオ」というグループ名とメンバーそれぞれのニックネームが雑誌の一般公募で決定していたが、少年隊には番組開始後にもまだ正式なグループ名が無かった。そのため、少年隊のグループ名が正式に決まるまでの暫定措置として、釣り合いを取るためにシブがき隊は「Aチーム」、少年隊は「Bチーム」として活動していた。
- Aチームのメンバーは、当時テレビドラマ『2年B組仙八先生』に出演中だった薬丸裕英、本木雅弘、布川敏和。
- Bチームのメンバーは、錦織一清、植草克秀、松原康行。

1982年2月、「シブがきトリオ」が「シブがき隊」に改名。
1982年3月、Bチームのメンバーに「ジャニーズ少年隊」というグループ名が正式に付く。
同3月、ジャニーズ少年隊の松原康行が降板し、東山紀之とメンバーチェンジした。
番組の終了後、替わって土曜19:00枠で引き続きシブがき隊を起用した後継番組『レッツGOアイドル』がスタートした。
| テレビ東京 火曜19:00枠                                           | テレビ東京 火曜19:00枠                                 | テレビ東京 火曜19:00枠 |
| 前番組                                                           | 番組名                                                 | 次番組 |
| ---------------------------------------------------------------- | ------------------------------------------------------ | --- |
| アニメプレゼント （1981年9月1日 - 1981年9月22日） ※18:30 - 19:54 | ザ・ヤングベストテン （1981年10月6日 - 1982年9月21日） | 踊れバンバン （1982年10月12日 - 1982年12月28日） ※19:00 - 19:30新みつばちマーヤの冒険 （1982年10月12日 - 1983年9月27日） ※19:30 - 20:00 |